# Antoni Borzucki

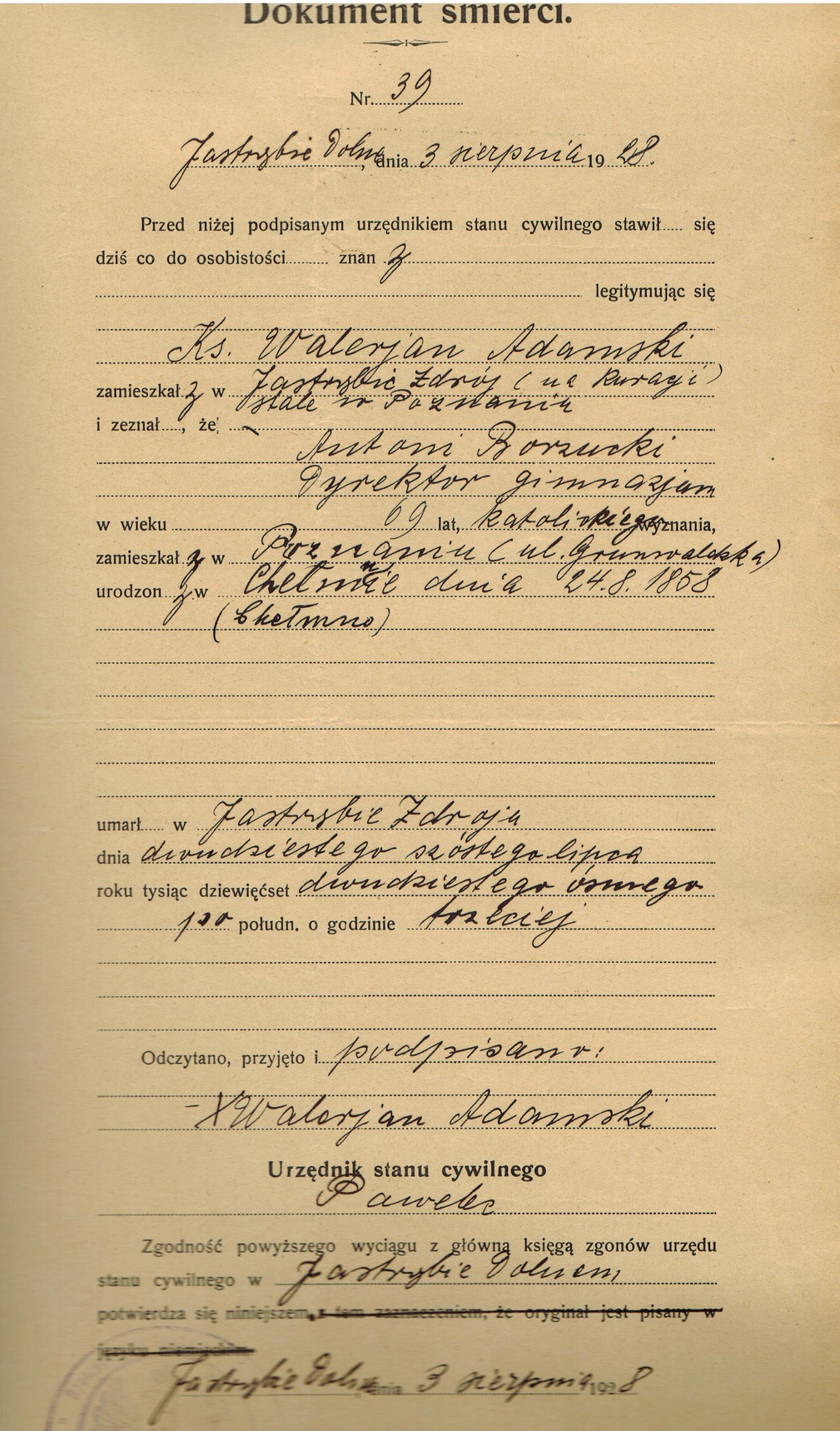
Akt zgonu Antoniego Borzuckiego z dokumentów Archiwum Państwowego w Poznaniu

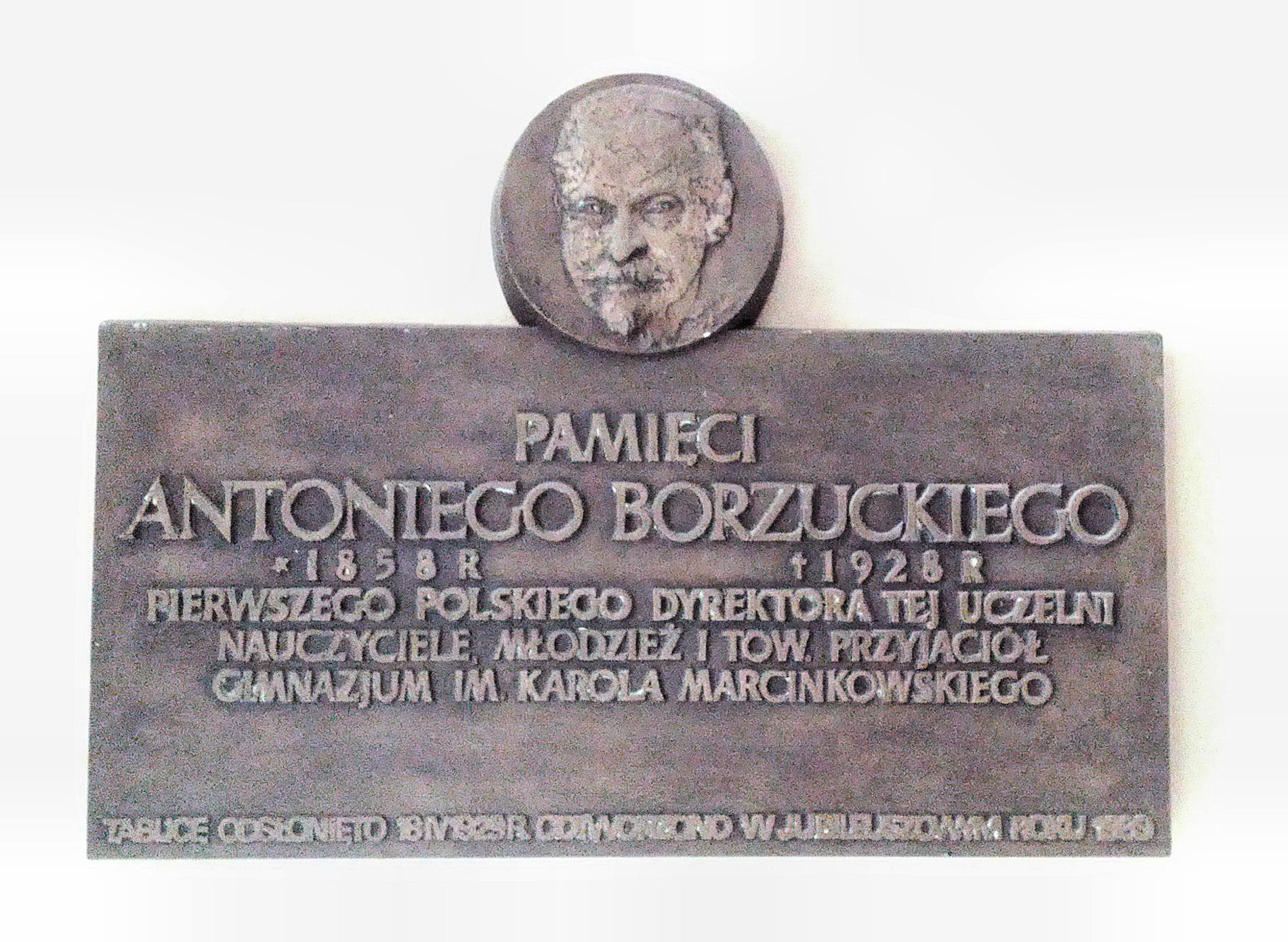
Tablica pamiątkowa w budynku I LO w Poznaniu

Antoni Borzucki (ur. 24 sierpnia 1858 w Chełmnie, zm. 26 lipca 1928 w Jastrzębiu-Zdroju) – nauczyciel, profesor, pierwszy polski dyrektor Państwowego Gimnazjum im. Karola Marcinkowskiego w Poznaniu.

## Życiorys
Urodził się w rodzinie Wilhelma - mistrza krawieckiego. Ukończył szkołę powszechną i królewskie gimnazjum w Chełmnie. Po zdaniu w 1879 egzaminu maturalnego studiował filozofię klasyczną i historię na uniwersytetach w Berlinie oraz w Królewcu, gdzie był sekretarzem Kółka Towarzystwa Polskiego, które organizowało odczyty z zakresu literatury i historii oraz posiadało własną bibliotekę. W 1884 ukończył studia, uzyskując uprawnienia do nauczania łaciny, greki i historii i podjął pracę jako nauczyciel pomocniczy w Chełmnie. W 1887 został przeniesiony do Herzfeldu w Hesji, następnie do Hadamaru w księstwie Nassau, od 1890 na posadzie stałego profesora. W 1906 otrzymał tytuł radcy czwartej klasy. Od 1 kwietnia 1907 do 1 października 1916 pracował w gimnazjum w Głubczycach na Górnym Śląsku, po czym przeniesiono go do katolickiego gimnazjum w Głogowie. 1 kwietnia 1919 mianowany przez Komisariat Naczelnej Rady Ludowej dyrektorem Gimnazjum im. Karola Marcinkowskiego w Poznaniu. Funkcję tę pełnił 10 lat. Działał jako członek zarządu Zgromadzenia Towarzystwa Pomocy Naukowej im. Karola Marcinkowskiego. Kronika Miasta Poznania opisuje go: Sylwetka pierwszego dyrektora gimnazjum Antoniego Borzuckiego, który w ofiarnym trudzie przez pierwszych dziesięć lat organizował szkołę, zapisała się głęboko w świadomości współpracowników i młodzieży. Pozyskał dla szkoły takich nauczycieli, jak: Jan Berger, Oskar Callier, Zygmunt Irżabek, Edmund Łasiński, Karol Rzyski, Stefan Sikorski, Józef Widajewicz.
Wchodził w skład zarządu koła Kuratorium Ligi Obrony Powietrznej Państwa.
Był mężem Jadwigi ze Zborowskich (1870–1957), z którą miał córkę Marię (1895–1974), żonę Jana Adamskiego.
Zmarł nagle 26 lipca 1928 podczas pobytu na letnisku w Jastrzębiu-Zdroju. Spoczywa w grobie rodzinnym na Cmentarzu Junikowo w Poznaniu (pole 9 kwatera 1-2-10).

## Ordery i odznaczenia
- Krzyż Oficerski Orderu Odrodzenia Polski (7 listopada 1925)[11]

## Upamiętnienie
18 kwietnia 1929 odsłonięto ku jego czci tablicę w Gimnazjum im. K. Marcinkowskiego w Poznaniu.